# Liliana Mele
Liliana Mele (Gondar, 1984) è un'attrice italiana.

## Biografia
Giunge in Italia all'età di sei anni per poi trasferirsi nuovamente in Etiopia, con tutta la sua famiglia, all'età di quattordici anni. Frequenta per tre anni il laboratorio teatrale Airbag terzo millennio, dell’istituto italiano di cultura. Nel 2000 vince la preselezione di Miss Italia nel mondo ottenendo il titolo di Miss Etiopia che le permette di tornare in Italia, per la finale del concorso, dove si classifica al quarto posto.
Esordisce al cinema nel 2004 sul set di Carlo Verdone in L'amore è eterno finché dura. Nel 2005 interpreta il ruolo di Amina, tra i protagonisti della serie televisiva Gente di mare in onda su Rai 1 per due stagioni. Contemporaneamente è parte del cast fisso della serie televisiva Roma, fiction di stampo internazionale formata da due stagioni. 
Nel 2009 recita a fianco di Sergio Castellitto e Riccardo Scamarcio in un episodio del film Italians diretto da Giovanni Veronesi. Nel 2011 interpreta il ruolo di Sinan in La meravigliosa avventura di Antonio Franconi di Luca Verdone, con Massimo Ranieri e Sonia Aquino. Tra il 2012 e il 2015 interpreta diversi ruoli in vari episodi televisivi
tra cui Distretto di Polizia, Il capitano, La scelta di Laura, Rosso San Valentino, Per amore del mio popolo e Don Matteo 10.
Successivamente dedica un periodo allo studio, laureandosi in Arte e scienze dello spettacolo e conseguendo un master a Los Angeles presso la prestigiosa scuola di recitazione Lee Strasberg Theatre and Film Institute.
Nel 2017 ha lavorato a fianco di Giuseppe Fiorello, Corrado Fortuna e Daniela Marra nel film Tutto il mondo è paese per la regia di Giulio Manfredonia. Nel 2021 è parte del cast della serie Mare fuori in onda su Rai 2 interpretando il ruolo di Latifah.

## Filmografia

### Cinema
- L'amore è eterno finché dura, regia di Carlo Verdone (2004)
- Italians, regia di Giovanni Veronesi (2009)
- On & Off, regia di Mario Marasco (2009)
- La meravigliosa avventura di Antonio Franconi, regia di Luca Verdone (2011)
- Tutto tutto niente niente, regia di Giulio Manfredonia (2012)

### Televisione
- Distretto di Polizia 5, regia di Lucio Gaudino (2005)
- Roma - Seconda stagione, regia di Steve Hill (2005)
- Gente di mare, regia di Alfredo Peyretti, Vittorio De Sisti, Franco Angeli (2005-2007)
- Roma, regia di Steve Hill (2007)
- Il capitano, regia di Vittorio Sindoni (2008)
- La scelta di Laura, regia di Alessandro Piva (2009)
- Rosso San Valentino, regia di Fabrizio Costa (2012)
- Per amore del mio popolo, regia di Antonio Frazzi (2013)
- Don Matteo 6, regia Monica Vullo (2016)
- Tutto il mondo è paese, regia di Giulio Manfredonia (2018)
- L'isola di Pietro 2, regia di Luca Brignone e Giulio Manfredonia (2018)
- Mare fuori, regia di Milena Cocozza e Ivan Silvestrini (2021-2023)
- Signora Volpe - serie TV, episodio 2x01 (2024)

### Cortometraggi
- Ma che bravi ragazzi, regia di Hedy Krissane (2012)
- Wake up, regia di Evaristus Ogbechie (2018)

### Pubblicità
- Telecom Discorso Gandhi regia di Spike Lee e Alessandro D’Alatri (2008)
- Campagna pubblicitaria per Monte dei Paschi di Siena (2011)
- Pubblicità Fao (2012)
- Vraylar America, regia M. Haussman
- Super Dry Birra Giappone (2019)

### Doppiaggio
- Bakhita - La santa africana, regia di Giacomo Campiotti (2008)
- Il bianco e il nero, regia di Francesca Comencini (2008)

### Videoclip
- Non resisto di Irene Grandi (2005)
- Mun up di Cosma Brussani (2012)

## Teatro
- Love, regia di Leonardo Ferrari Carissimi (2013)
- Cleopatra, regia di Johannes Bramante (2015)
- Io non so, tu lo sai, loro che ne sanno?, regia di Vito Ostuni (2016)
- Nero cuore, regia Giorgio Crisafi (2019)[8]

## Riconoscimenti
- Oscar dei giovani – consegnato in Campidoglio (2007)[9]